# Прогресс М-09М
Прогресс М-09М — транспортный грузовой космический корабль серии «Прогресс», запущенный к Международной космической станции. 41-й российский корабль снабжения МКС. Серийный номер 409.

## Цель полёта
Доставка на МКС более 2600 килограммов различных грузов, в числе которых топливо, запасы сжатого кислорода, аппаратура для научных исследований, в том числе для экспериментов «Фотон-Гамма», «Типология», «СВЧ-радиометрия», «Биодеградация», спутник-скафандр по программе «РадиоСкаф», получивший собственное имя «Кедр» (по одноимённому позывному Юрия Гагарина) для вывода в космос с борта МКС, а также контейнеров с пищей и водой, расходного оборудования и ЗИП, посылок для экипажа МКС.

## Хроника полёта
- 28.01.2011, в 04:31:39 (MSK), (01:31:39 UTC) — запуск с космодрома Байконур;
- 30.01.2011, в 05:38:50 (MSK), (02:38:50 UTC) — осуществлена стыковка с МКС к стыковочному узлу на агрегатном отсеке служебного модуля «Пирс», процесс сближения и стыковки проводился в автоматическом режиме;
- 22.04.2011, в 15:41:00 (MSK), (11:41:00 UTC) — ТГК отстыковался от МКС и отправился в автономный полёт.

## Научная работа
Космический грузовой корабль «Прогресс М-09М», на четыре дня превратился в объект научного эксперимента «Радар-Прогресс». Его целью является изучение изменения различных характеристик ионосферы (в частности, плотности, температуры, ионного состава локальных неоднородностей) при работе жидкостных ракетных двигателей космических аппаратов. В ходе проведения опыта грузовой корабль ежедневно совершал по одному манёвру небольшой длительности с включением двигателей. Специалисты следили за возникающими изменениями, используя радар не когерентного рассеяния института солнечно-земной физики Сибирского отделения РАН. Эксперимент «Радар-Прогресс» проводился уже в 3-й раз. Предыдущими «участниками» были корабли «Прогресс М-03М», «Прогресс М-06М».

## Перечень грузов
Суммарная масса всех доставляемых грузов: 2666 кг
| Название | Масса (кг) |
| --- | ---------- |
| Топливо в баках системы дозаправки | 502        |
| Газ в баллонах средств подачи кислорода (СрПК): |            |
| Кислород | 50         |
| Вода в баках системы «Родник» | 420        |
| Топливо в КДУ для нужд МКС | 250        |
| Грузы, доставляемые в герметичном отсеке (суммарная масса – 1444 кг ): |            |
| Оборудование для систем: |            |
| обеспечения газового состава (СОГС) | 7          |
| водообеспечения (СВО) | 106        |
| обеспечения теплового режима (СОТР) | 9          |
| управления бортовой аппаратурой (СУБА) | 4          |
| бортовой информационно-телеметрической (БИТС2-12) | 1          |
| электропитания (СЭП) | 77         |
| Средства технического обслуживания и ремонта (СТОР) | 4          |
| водообеспечения (СВО) | 20         |
| Средства санитарно-гигиенического обеспечения (ССГО) | 71         |
| Контейнеры с рационами питания, свежие продукты | 222        |
| Медицинское оборудование, бельё, средства личной гигиены и профилактики воздействия невесомости                                                                               | 94         |
| Оборудования для ФГБ | 140        |
| Оборудование для МИМ-1 «Рассвет» | 16         |
| Оборудование для корабля «Союз ТМА-М» | 2          |
| Бортдокументация, посылки для экипажа, комплект для фотоаппаратуры | 23         |
| Аппаратура для научных исследований и экспериментов, в том числе для экспериментов «Фотон-Гамма», «Типология», «СВЧ-радиометрия», «Биодеградация», «Радиоскаф-В» (ИСЗ «Кедр») | 147        |
| Комплект предметов для российских членов экипажа | 138        |
| Оборудование для американского сегмента, в том числе продукты питания, средства санитарно-гигиенического обеспечения                                                          | 371        |

## Фотографии

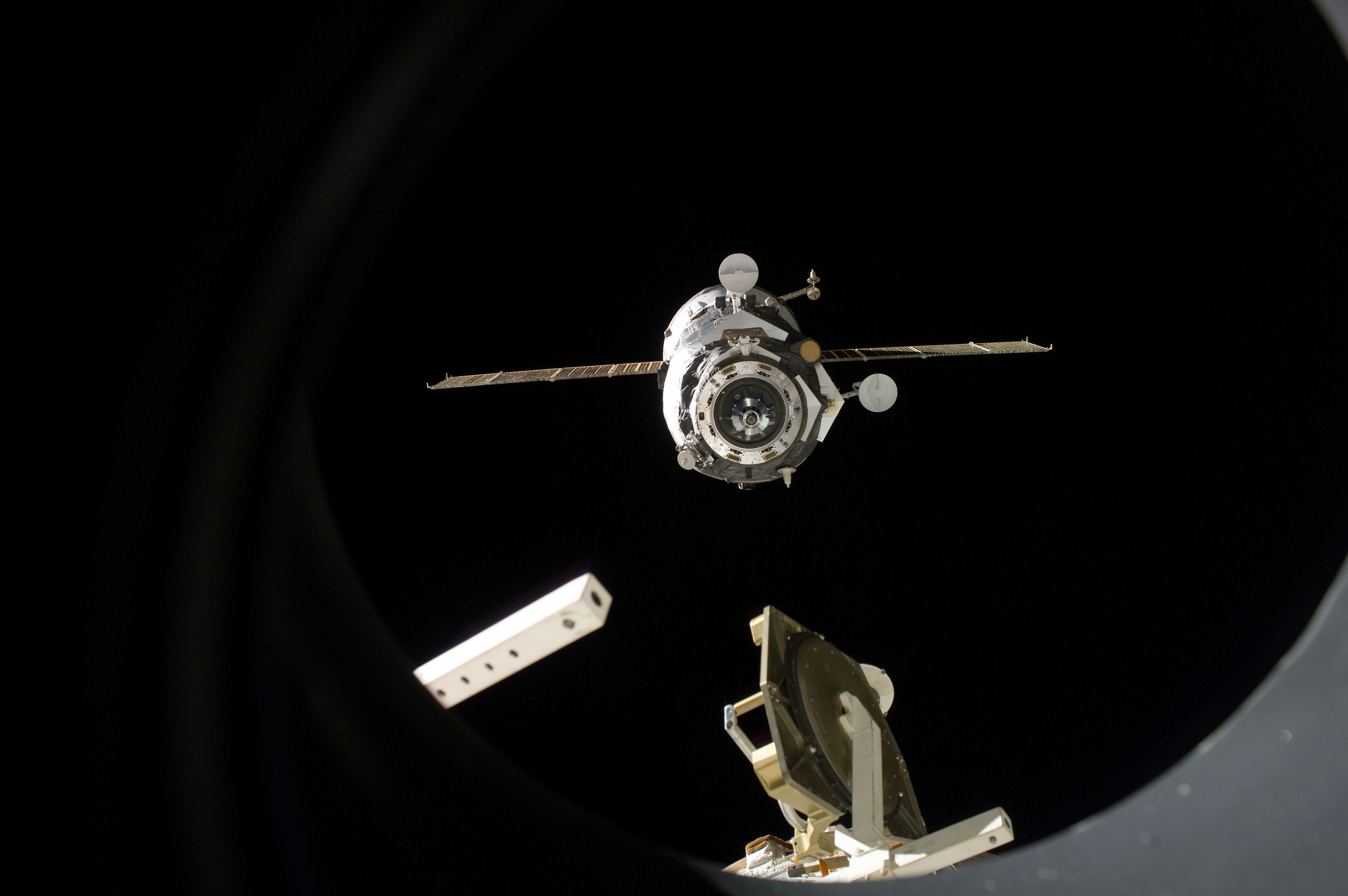
«Прогресс М-09М» перед стыковкой с МКС 22 апреля 2011
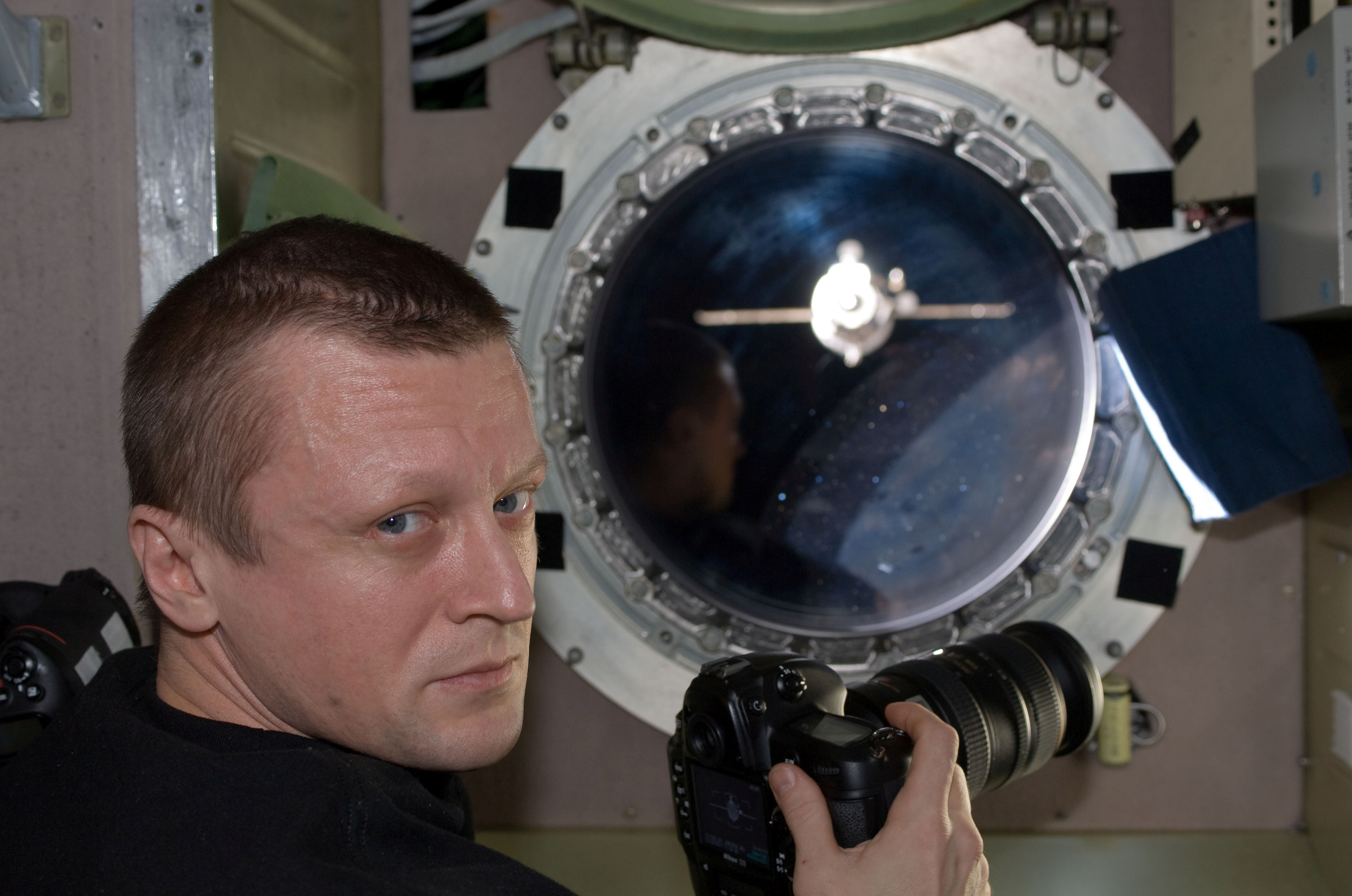
Дмитрий Кондратьев через иллюминатор фотографирует приближающейся к МКС «Прогресс М-09М»